# Winter (Tori Amos)
"Winter" is een nummer van de Amerikaanse muzikante en pianiste Tori Amos afkomstig van haar debuutalbum Little Earthquakes uit 1992.
"Winter" was de vierde single van Amos' debuutalbum Little Earthquakes en werd op 9 maart 1992 op 7" vinylsingle en cd-single uitgebracht door EastWest Records in Europa. De Noord-Amerikaanse uitgave, door Atlantic Records, volgde op 24 november dat jaar.

## Achtergrond
De plaat behaalde alleen in het Verenigd Koninkrijk,  Australië en in de Eurochart Hot 100 een bescheiden succes in de hitlijst.
In Nederland werd de plaat wél regelmatig gedraaid op Radio 3, maar bereikte desondanks niet de twee landelijke hitlijsten op de nationale publieke popzender (de Nederlandse Top 40 en de Nationale Top 100).
Ook in België werden zowel de voorloper van de Vlaamse Ultratop 50 als de Vlaamse Radio 2 Top 30 niet bereikt. Ook in de voorloper van de Waalse Ultratop 50 werd géén notering behaald.
Sinds de editie van december 2015 staat de plaat wél genoteerd in de jaarlijkse NPO Radio 2 Top 2000 van de Nederlandse publieke radiozender NPO Radio 2, met als hoogste notering tot nu toe een 765e positie in 2017.
De single is opgenomen op het verzamel album Tales of a Librarian en de dvds Tori Amos: Complete Videos 1991–1998 enFade to Red.
De cd-single is in verschillende versies uitgebracht. De meeste versies zijn aangevuld met andere B-kanten. Op de Britse 'limited edition' staan, naast Winter zelf, covers van de Rolling Stones, Led Zeppelin en Nirvana.

## Tracklijst
Britse cd-single
1. "Winter" – 5:44
2. "The Pool" – 2:51
3. "Take to the Sky" – 4:20
4. "Sweet Dreams" – 3:27

Britse "limited edition" cd-single
1. "Winter" – 5:44
2. "Angie" (Mick Jagger, Keith Richards) – 4:25
3. "Smells Like Teen Spirit" (Kurt Cobain, Krist Novoselic, Dave Grohl) – 3:17
4. "Thank You" (Robert Plant, Jimmy Page) – 3:52

Duitse cd-single
1. "Winter" – 5:44
2. "The Pool" – 2:51
3. "Smells Like Teen Spirit" – 3:15

Australische cd-single
1. "Winter" – 5:44
2. "Smells Like Teen Spirit" – 3:15
3. "Angie" – 4:22

Britse 7" vinyl- en cassette-single
1. "Winter" – 5:44
2. "The Pool" – 2:50

Amerikaanse cd-single
1. "Winter" – 5:44
2. "The Pool" – 2:50
3. "Take to the Sky" – 4:20
4. "Sweet Dreams" – 3:27
5. "Upside Down" – 4:22

Amerikaanse 7" vinyl- en cassette-single
1. "Winter" (edit) – 4:38
2. "The Pool" – 2:50

## Hitnoteringen
| Land                | Hoogste positie |
| ------------------- | --------------- |
| Verenigd Koninkrijk | 25              |
| Australië           | 49              |
| Eurochart Hot 100   | 76              |

### NPO Radio 2 Top 2000
| Nummer met noteringen in de NPO Radio 2 Top 2000 | '15  | '16 | '17 | '18 | '19 | '20  | '21  | '22 | '23 | '24 |
| ------------------------------------------------ | ---- | --- | --- | --- | --- | ---- | ---- | --- | --- | --- |
| Winter                                           | 1447 | 813 | 765 | 857 | 893 | 1106 | 1038 | 917 | 870 | 864 |

1. ↑  Een vetgedrukt getal geeft de hoogste notering aan.
2. ↑  2015 was het eerste jaar met een notering voor dit nummer.